# (17023) Abbott
Pour les articles homonymes, voir Abbott.
(17023) Abbott est un astéroïde de la ceinture principale.

## Description
(17023) Abbott est un astéroïde de la ceinture principale. Il fut découvert le 7 mars 1999 à Reedy Creek par John Broughton. Il présente une orbite caractérisée par un demi-grand axe de 2,42 UA, une excentricité de 0,12 et une inclinaison de 1,9° par rapport à l'écliptique.

## Compléments